# Martin Piskorski
Martin Piskorski (geboren 1988 in Wien) ist ein österreichischer Opernsänger des Stimmfaches Tenor.

## Leben und Werk
Erste musikalische Erfahrungen sammelte Piskorski als Geigenschüler bei Arkadij Winokurow, und 1996 wurde er als Alt-Solist bei den Schubert Sängerknaben  Wien aufgenommen. Mit diesem Vokalensemble unternahm er bis 2004 viele Konzertreisen, u. a. nach Japan, Deutschland und Italien. 2001 sang er am Salzburger Landestheater den Dritten Knaben in der Zauberflöte.
Seit 2009 studiert er Gesang bei Margit Klaushofer an der Universität für Musik und darstellende Kunst Wien. Die Neue Oper Wien verpflichtete Piskorski 2011 als Prediger in Leonard Bernsteins Mass. Am Schlosstheater Schönbrunn sang er in Universitätsaufführungen unter anderem den Alfred in der Fledermaus von Johann Strauss und den Don Ottavio in Mozarts Don Giovanni. Beim Festival Kvarner in Kroatien übernahm er 2012 den Rinaldo in Haydns Armida. Seit 2013 ist Martin Piskorski Stipendiat der sic itur ad astra (siaa) foundation. 
In den Jahren 2013 und 2014 wurde er ins Young Singers Project der Salzburger Festspiele aufgenommen und debütierte in der Mozartstadt als Tamino in einer Zauberflöte-Inszenierung für Kinder. Auch sprang er 2013 in einer Vorstellung von Verdis Don Carlo im Großen Festspielhaus als Graf Lerma und als Königlicher Bote unter Antonio Pappano ein. Im Folgejahr sang er bei den Salzburger Festspielen den Haushofmeister bei Faninal im Rosenkavalier und den Belmonte in Die Entführung aus dem Serail in einer Produktion für Kinder. 
2016 war er als Tamino in der Peter-Stein-Inszenierung der Zauberflöte an der Mailänder Scala zu sehen.

## Auszeichnung
- 2011: 3. Preis beim „Internationalen Prof. Dichler Wettbewerb“